# Luparense Calcio a 5 2014-2015
Questa pagina raccoglie i dati riguardanti la Luparense Calcio a 5, squadra di calcio a 5 militante in serie A, nelle competizioni ufficiali del 2014-2015.

## Divise
| Casa | Trasferta |  |

## Stagione
La stagione inizia con l'annuncio shock del presidente Zarattini che dopo 19 anni annuncia il proprio disimpegno e il conseguente scioglimento della società se entro il giugno successivo non si saranno fatti avanti nuovi soci. La scelta dell'allenatore chiamato a sostituire Fulvio Colini ricade sull'emergente Alessio Musti, reduce da due brillanti stagioni in serie A alla guida di Cogianco e Real Rieti. Con lui giungono a San Martino di Lupari il fedelissimo Michele Miarelli e Daniel Giasson, campioni d'Europa agli scorsi Europei, nonché Mauricio Guterres "Cebola", pivot della Nazionale brasiliana reduce da una stagione opaca al Pescara. La rosa perde tuttavia due dei giocatori chiave dell'ultimo biennio, ovvero Canal e Caputo inseriti come contropartita tecnica nella trattativa per arrivare a Mauricio; l'esodo a Pescara è completato dalla cessione di un altro campione d'Europa ovvero il padovano Marco Ercolessi, che lascia San Martino dopo appena sei mesi. In uscita si registra la partenza del talento diciottenne Nicolò Baron, accordatosi con i belgi del Squadra Mouscron. La sorprendente eliminazione in Coppa UEFA costringe la dirigenza a intervenire nuovamente nel mercato a ottobre: l'obbligo di schierare almeno cinque giocatori formati in Italia (ovvero tesserati per la FIGC prima del compimento del diciottesimo anno d'età) comporta lo svincolo del croato Matošević, sostituito dall'oriundo Rodrigo Da Silva. In seguito alla netta sconfitta per 1-6 patita nella Supercoppa italiana contro l'Acqua&Sapone, il 16 novembre 2014 Alessio Musti viene sollevato dall'incarico, sostituito dallo spagnolo Fernández.

## Calciomercato

### Sessione estiva
| Héctor Albadalejo | Lazio            |
| Rubén Cornejo     | Lazio            |
| Rodrigo Da Silva  | svincolato       |
| Daniel Giasson    | Pescara          |
| Flavio Lo Giudice | Shaolin Soccer   |
| Vedran Matošević  | Alumnus Zagabria |
| Mauricio          | Pescara          |
| Michele Miarelli  | Real Rieti       |
| Decio Restaino    | Real Rieti       |

| Nicolò Baron    | Squadra Mouscron |
| Edgar Bertoni   | Kaos             |
| Mauro Canal     | Pescara          |
| Ricardo Caputo  | Pescara          |
| Marco Ercolessi | Pescara          |
| Filipe Follador | Asti Orange      |
| Davide Putano   | Asti Orange      |

### Sessione invernale
| Fabiano Assad       | Latina       |
| Valentino Dalla Ca' | Zanè Vicenza |

| Héctor Albadalejo | Halle-Gooik |
| Rubén Cornejo     | Cogianco    |
| Rodrigo Da Silva  | Policoro    |
| Vedran Matošević  | PesaroFano  |

## Rosa 2014-2015
| N° | Naz.                 | Ruolo      | Sportivo          | Anno     |  |  |
| -- | -------------------- | ---------- | ----------------- | -------- |  |  |
| 1  | Italia (bandiera)    | POR        | Michele Miarelli  | 29.04.84 |  |  |
| 19 | Italia (bandiera)    | POR        | Luca Morassi      | 07.01.91 |  |  |
| 3  | /                    | LAT        | Fabiano Assad     | 05.01.80 |  |  |
| 2  | Croazia (bandiera)   | DIF        | Vedran Matošević  | 27.08.90 |  |  |
| 4  | /                    | DIF        | Patrick Nora      | 16.05.79 |  |  |
| 9  | /                    | UNI        | Humberto Honorio  | 21.07.83 |  |  |
| 16 | Spagna (bandiera)    | LAT        | Rubén Cornejo     | 17.11.85 |  |  |
| 3  | Brasile (bandiera)   | LAT        | Rodrigo Da Silva  | 02.02.88 |  |  |
| 13 | /                    | LAT        | Daniel Giasson    | 24.08.87 |  |  |
| 10 | /                    | LAT        | Alex Merlim       | 15.07.86 |  |  |
| 14 | Argentina (bandiera) | LAT        | Pablo Taborda     | 13.07.86 |  |  |
| 8  | Spagna (bandiera)    | PIV        | Héctor Albadalejo | 20.11.82 |  |  |
| 7  | Brasile (bandiera)   | PIV        | Mauricio          | 06.12.83 |  |  |
| 15 | Brasile (bandiera)   | PIV        | Waltinho          | 24.11.91 |  |  |
|    | Spagna (bandiera)    | Allenatore | Julio Fernández   | 05.04.61 |  |  |

## Under-21
| N° | Naz.                 | Ruolo | Sportivo            | Anno     |  |  |
| -- | -------------------- | ----- | ------------------- | -------- |  |  |
| 1  | Italia (bandiera)    | POR   | Marco Ferraro       | 06.02.95 |  |  |
| 3  | Italia (bandiera)    | LAT   | Riccardo Conzato    | 1997     |  |  |
| 5  | Italia (bandiera)    | DIF   | Marco Caverzan      | 11.08.94 |  |  |
| 6  | Italia (bandiera)    | DIF   | Flavio Lo Giudice   | 23.05.95 |  |  |
| 11 | Italia (bandiera)    | LAT   | Decio Restaino      | 24.07.93 |  |  |
|    | Italia (bandiera)    | LAT   | Nicolò Rigoni       | 30.08.95 |  |  |
|    | Argentina (bandiera) | PIV   | Valentino Dalla Ca' | 24.06.96 |  |  |

## Risultati

### Serie A

#### Girone di andata
| Arbitri: | Damiano Calaprice (Bari) Gianfranco Di Padova (Termoli) |
| Crono:   | Wladimir Dante (Ciampino)                               |

|                  |           |                              |
| Avellino 28'24’’ | Marcatori | 2'35’’ Nora 39'32’’ Mauricio |

| Arbitri: | Marco Delpiano (Cagliari) Francesco Peroni (Città di Castello) |
| Crono:   | Fabrizio Burattoni (Lugo di Romagna)                           |

|                                                                                              |           |                                                                                     |
| Vinícius 10'44’’ Vampeta 16'29’’ (t.l.) E. Bertoni 16'57’’ Halimi 26'44’’ E. Bertoni 30'45’’ | Marcatori | 7'07’’ Giasson 34’ (rig.) Mauricio 36'29’’ Giasson 38'34’’ Mauricio 39'15’’ Giasson |

| Arbitri: | Francesco Cirillo (Rovereto) Michele Bensi (Grosseto) |
| Crono:   | Diego Fanton (Vicenza)                                |

|                                                                                                 |           |  |
| Honorio 1'13’’ Mauricio 6'29’’ Honorio 13'23’’ Héctor 19'17’’ Mauricio 23'27’’ Waltinho 34'03’’ | Marcatori |  |

| Arbitri: | Daniele Di Resta (Roma 2) Francesca Muccardo (Roma 1) |
| Crono:   | Francesco Scarpelli (Padova)                          |

|                                                                                                  |           |                    |
| Caverzan 8'17’’ Giasson 14'40’’ Waltinho 29'37’’ Honorio 33'08’’ Héctor 35'58’’ Da Silva 39'21’’ | Marcatori | 24'08’’ Marcelinho |

| Arbitri: | Daniele Fratangeli (Frosinone) Gennaro Luca De Falco (Catanzaro) Marco Di Filippo (Teramo) |
| Crono:   | Marco Messina (Vasto)                                                                      |

|                               |           |                 |
| Canal 34'12’’ Rogério 39'51’’ | Marcatori | 37'36’’ Giasson |

| Arbitri: | Giuseppe Di Gregorio (Enna) Alessandro Malfer (Rovereto) Mauro De Coppi (Conegliano) |
| Crono:   | Luca Bizzotto (Castelfranco Veneto)                                                  |

|                                               |           |                            |
| Rubén 7'39’’ Mauricio 25'36’’ Giasson 39'30’’ | Marcatori | 21'46’’ Crema 32'17’’ Caio |

| Arbitri: | Ruggiero Chiariello (Barletta) Carmelo Loddo (Reggio Calabria) |
| Crono:   | Andrea Campi (Ciampino)                                        |

|                                                                |           |                         |
| Marquinho 7'20'’ Manfroi 10'02'’ Paulinho 36'58'’ Saùl 39'34'’ | Marcatori | 4'04'’, 24'26'’ Honorio |

| Arbitri: | Andrea Sabatini (Bologna) Daniele Ferretti (Roma 1) |
| Crono:   | Biagio Carbone (Mestre)                             |

|                                                |           |               |
| Melim 21'16’’ Giasson 23'53’’ Waltinho 26'14’’ | Marcatori | 10'42’’ Rocha |

| Arbitri: | Walter Mameli (Cagliari) Nicola Maria Manzione (Salerno) |
| Crono:   | Daniele Di Resta (Roma 2)                                |

|                                                |           |                                                 |
| Schiochet 25'40'’ Borruto 30’ Cavinato 33'07'’ | Marcatori | 1'51'’ Mauricio 14'53'’ Giasson 28'21'’ Honorio |

| Arbitri: | Francesco Peroni (Città Di Castello) Marco Delpiano (Cagliari) Alberto Vantini (Verona) |
| Crono:   | Simonetta Romanello (Padova)                                                            |

|                                                               |           |                                                                        |
| Fabiano 0'16'’ Giasson 8'16'’ 18'59'’ (t.l.) Mauricio 27'48'’ | Marcatori | 8'01'’ (aut.) Mauricio 15'48'’ Follador 29'29'’ Čujec 39'06'’ Follador |

#### Girone di ritorno
| Arbitri: | Francesco Cirillo (Rovereto) Francesco Paolo Spinazzola (Barletta) |
| Crono:   | Luca Bizzotto (Castelfranco Veneto)                                |

|                                                                                   |           |                                                    |
| Giasson 11'52’’ Waltinho 13'36’’ Giasson 21'02’’ Caverzan 26'36’’ Giasson 34'44’’ | Marcatori | 21'17’’ Battistoni 36'57’’ Bacaro 39'19’’ Avellino |

| Arbitri: | Damiano Calaprice (Bari) Francesco Bertini (Empoli) |
| Crono:   | Luca Rutigliano (Bari)                              |

|                    |           |               |
| Leandrinho 21'33’’ | Marcatori | 1'46'’ Merlim |

| Arbitri: | Leonardo Gaetani (San Benedetto del Tronto) Ruggiero Chiariello (Barletta) Gaudenzio Raffaelli (Terni) |
| Crono:   | Mauro De Coppi (Conegliano)                                                                            |

|                                                                                  |           |                                              |
| Honorio 17'32'’ Waltinho 23'19'’ Fabiano 24'20'’ Waltinho 26'04'’ Merlim 31'13'’ | Marcatori | 13'40'’, 19'47'’ André 31'02'’, 39'04'’ Kaká |

| Arbitri: | Daniele Ferretti (Roma 1) Andrea Sabatini (Bologna) |
| Crono:   | Giovanni Beneduce (Nola)                            |

|                                    |           |                                                                 |
| Milucci 27'10'’ R. Bertoni 38'48'’ | Marcatori | 1'52'’ Waltinho 4'14'’ Fabiano 20'31'’ Honorio 32'42'’ Waltinho |

| Arbitri: | Ferruccio Prisma (Crotone) Rosario La Cerra (Battipaglia) |
| Crono:   | Francesco Scarpelli (Padova)                              |

|                                                                                    |           |                                                                               |
| Waltinho 8'18'’ Honorio 11'38'’ Merlim 25'40'’ (rig.) Nora 32'07'’ Honorio 32'15'’ | Marcatori | 18'14'’ Rogério 19'35'’ Canal 21'08'’, 27'03'’ Rogério 28'03'’, 29'05'’ Canal |

| Arbitri: | Natale Mazzone (Imola) Filippo Ragalà (Bologna) |
| Crono:   | Andrea Sabatini (Bologna)                       |

|                                                                                                  |           |                                                                                           |
| Suazo 16'29'’ Lemine 25'40'’ Merlim 32'49'’ (aut.) Crema 34'23'’ Zanchetta 35'18'’ Jeffe 36'42'’ | Marcatori | 4'01'’ Merlim 5'19'’ Taborda 6'01'’ Merlim 8'36'’ Honorio 31'04'’ Taborda 37'12'’ Giasson |

| Arbitri: | Damiano Calaprice (Bari) Walter Mameli (Cagliari) Gianantonio Leonforte (Vicenza) |
| Crono:   | Calogero Castellino (Treviso)                                                     |

| |           |                   |
| Waltinho 4'01'’, 5'13'’, 5'35'’ Caverzan 9'50'’ Waltinho 13'02'’ Taborda 28'43'’ Conzato 29'27'’ Waltinho 33'16'’ | Marcatori | 33'34'’ De Simoni |

| Arbitri: | Wladimir Dante (Ciampino) Antonio Gallo (Torre Annunziata) |
| Crono:   | Walter Mameli (Cagliari)                                   |

|                                                     |           |                                                                                       |
| Nurchi 27'30'’ Rocha 34’ Serpa 37'30'’ Beto 38'03'’ | Marcatori | 7'45'’ Taborda 12'23'’, 19'41'’ Waltinho 23'45'’ Honorio 27’ Waltinho 29'30'’ Fabiano |

| Arbitri: | Nicola Maria Manzione (Salerno) Daniele Ferretti (Roma 1) |
| Crono:   | Biagio Carbone (Mestre)                                   |

|                                          |           |                                  |
| Merlim 19'55'’ Mauricio 25'27'’, 39'16'’ | Marcatori | 33'34'’ Caetano 38'09'’ Cavinato |

| Arbitri: | Daniele Di Resta (Roma 2) Marco Delpiano (Cagliari) Carlo Adilardi (Collegno) |
| Crono:   | Simone Ballario (Torino)                                                      |

|                                                                                  |           |                                 |
| De Luca 17'17'’ Chimanguinho 18'17'’ Wilhelm 30'21'’ Ramon 32'56'’ Čujec 38'03'’ | Marcatori | 8'31'’ Honorio 26'51'’ Waltinho |

#### Play-off
| Arbitri: | Alessandro Maggiore (Bologna) Gianfranco Di Padova (Termoli) |
| Crono:   | Francesca Muccardo (Roma 1)                                  |

|                                                |           |                                                                                |
| Saúl 5'09'’ Paulinho 14'08'’, 32'57'’, 33'42'’ | Marcatori | 13'07'’ Nora 18'35'’ Waltinho 20'47'’ Taborda 27'11'’ Giasson 30'55'’ Waltinho |

| Arbitri: | Carmelo Loddo (Reggio Calabria) Lorenzo Cursi (Jesi) Biagio Carbone (Mestre) |
| Crono:   | Simonetta Romanello (Padova)                                                 |

|                                                |           |                                 |
| Waltinho 18'03'’ Nora 39'10'’ Mauricio 39'46'’ | Marcatori | 13'24'’ De Bail 26'11'’ Manfroi |

| Arbitri: | Walter Mameli (Cagliari) Marco Delpiano (Cagliari) Fabrizio Burattoni (Lugo) |
| Crono:   | Marco Brasi (Seregno)                                                        |

|                                |           |                  |
| Kakà 4'29'’ E. Bertoni 32'23'’ | Marcatori | 14'54'’ Waltinho |

| Arbitri: | Alessandro Malfer (Rovereto) Francesco Cirillo (Rovereto) Mauro De Coppi (Conegliano) |
| Crono:   | Luca Bizzotto (Castelfranco Veneto)                                                   |

| |           |                                                          |
| Nora 6'43'’ Taborda 14'06'’ Mauricio 23'13'’ Merlim 29'10'’, 31'55'’ Mauricio 39'07'’ Waltinho 39'34'’ | Marcatori | 15'09'’ Vinícius 25'59'’ (rig.) E. Bertoni 31'30'’ André |

| Arbitri: | Francesco Peroni (Città di Castello) Ruggiero Chariello (Barletta) Francesco Scarpelli (Padova) |
| Crono:   | Gaudenzio Raffaelli (Terni)                                                                     |

|                                        |           |                                                      |
| Merlim 17'29'’, 20'56'’ 38'53'’ (rig.) | Marcatori | 6'53'’ André 18'36'’, 30'34'’, 34'17'’, 36'49'’ Kaká |

### Coppa Italia
| Arbitri: | Giancarlo Lombardi (Roma 1) Francesca Muccardo (Roma 1) Dario Di Nicola (Pescara) |
| Crono:   | Matteo Ariasi (Pescara)                                                           |

|                                                                       |           |                          |
| Giasson 23'16’’ Fabiano 27'38’’ Merlim 34'55’’ (rig.) Fabiano 37'18'’ | Marcatori | 24'22’’, 36'20'’ D. Tres |

| Arbitri: | Nicola Maria Manzione (Salerno) Daniele Di Resta (Roma 2) Rosario La Cerra (Battipaglia) |
| Crono:   | Marco Messina (Vasto)                                                                    |

|                                 |                      |                               |
| Merlim 27'11"’ Waltinho 34'43"’ | Marcatori            | 24'34"’ Rogério 34'03"’ Canal |
| Giasson Waltinho Merlim Fabiano | Tiri di rigore 1 – 2 | Nicolodi Canal Rogério Salas  |

### Supercoppa italiana
| Arbitri: | Francesca Muccardo (Roma 1) Giancarlo Lombardi (Roma 1) Francesco Scarpelli (Padova) |
| Crono:   | Stefano Mezzadri (Parma)                                                             |

|               |           | |
| Rubén 28'19’’ | Marcatori | 5'37’’ Leitão 8'02’’ De Oliveira 9'21’’ Schiochet 35'37’’ Calderolli 35'59’’ Leitão 37'11’’ Borruto |

### Winter Cup
| Arbitri: | Luca Di Stefano (Albano Laziale) Gaspare Maurici (Prato) |
| Crono:   | Francesco Scarpelli (Padova)                             |

|                                 |           |                                                                              |
| Fabiano 13'58'’ Taborda 17'11'’ | Marcatori | 8'42'’ Pedotti 31'50'’ Vinícius 36'42'’ Kaká 38'45'’ E. Bertoni 39'37'’ Kaká |

### Coppa UEFA

#### Main Round
| Arbitri: | Gerald Bauernfeind Nikola Jelić Kaspars Kivlišs |

|                                   |           |                                                                                |
| Waltinho 29'21’’ Mauricio 30'46’’ | Marcatori | 3'34’’ Marcelo 21'20’’, 21'41'’, 26'19'’ Tobe 35'24’’ Jonathan 37'49’’ Marcelo |

| Arbitri: | Kaspars Kivliss Borislav Kolev Gerald Bauernfeind |

|  |           |                                                   |
|  | Marcatori | 27'19’’ Honorio 33'43’’ Waltinho 39'59’’ Miarelli |

| Arbitri: | Gerald Bauernfeind Borislav Kolev Kaspars Kivliss |

|                          |           |                                                     |
| Giasson 10'27’’, 12'56'’ | Marcatori | 2'53’’ Daniel 11'44’’ (aut.) Giasson 39'46’’ Daniel |